# Campeonato Uruguayo de Fútbol Femenino 2007
El Campeonato Uruguayo de Fútbol Femenino 2007 fue la undécima edición del Campeonato Uruguayo de Fútbol Femenino. 
El torneo consistió en un campeonato a dos ruedas de todos contra todos, coronándose campeón el Club Atlético River Plate.

## Equipos participantes

### Datos de los equipos
| Club                 | Ciudad      | Estadio | Capacidad | Fundación               | Temporadas | Temp. Consecutivas | Títulos | Subtítulos | 2006 |
| -------------------- | ----------- | ------- | --------- | ----------------------- | ---------- | ------------------ | ------- | ---------- | ---- |
| Basáñez              | Montevideo  | -       | -         | 1 de abril de 1920      | 2          | —                  | —       | —          | —    |
| Cerro                | Montevideo  | -       | -         | 1 de diciembre de 1922  | 2          | —                  | —       | —          | —    |
| Cerro Largo          | Cerro Largo | -       | -         | 19 de noviembre de 2002 | 3          | 3                  | —       | —          | -°   |
| Huracán              | Montevideo  | -       | -         | 1 de agosto de 1954     | 4          | 3                  | —       | 2          | -°   |
| Montevideo Wanderers | Montevideo  | -       | -         | 15 de octubre de 1933   | 5          | —                  | —       | 1          | —    |
| Rampla Juniors       | Montevideo  | -       | -         | 7 de enero de 1914      | 10         | 10                 | 8       | 2          | 1°   |
| Rentistas            | Montevideo  | -       | -         | 26 de marzo de 1933     | 7          | 5                  | —       | —          | -°   |
| River Plate          | Montevideo  | -       | -         | 11 de mayo de 1932      | 4          | —                  | —       | —          | —    |
| UdelaR               | Montevideo  | -       | -         | -                       | 2          | 2                  | —       | —          | -°   |

Notas: Los datos estadísticos corresponden a los campeonatos uruguayos oficiales. Las fechas de fundación de los equipos son las declaradas por los propios clubes implicados. La columna «Estadio» refleja el estadio donde el equipo más veces oficia de local en sus partidos, pero no indica que sea su propietario. Véase también: Estadios de fútbol de Uruguay.

## Tabla de posiciones
| Uruguay                                       |
| Campeón Uruguayo 2007 River Plate 1.er título |